# USS Santee (CVE-29)
Авіаносець «Санті» (англ. USS Santee) — американський ескортний авіаносець типу «Сенгамон».
Названий на честь річки Санті в Південній Кароліні. Це був третій корабель у ВМС США з такою назвою. Брав активну участь у Другій світовій війні.

## Історія створення
Авіаносець «Санті», побудований як танкер Seakay, був викуплений ВМС США 30 жовтня 1940 року, перейменований в «Санті» та введений у стрій як ескадрений танкер (індекс AO-29).
9 січня 1942 року вирішено переобладнати корабель в авіаносець. Роботи проводились на верфі ВМС в Норфолку. 24 серпня 1942 року авіаносець вступив у стрій.

## Історія служби

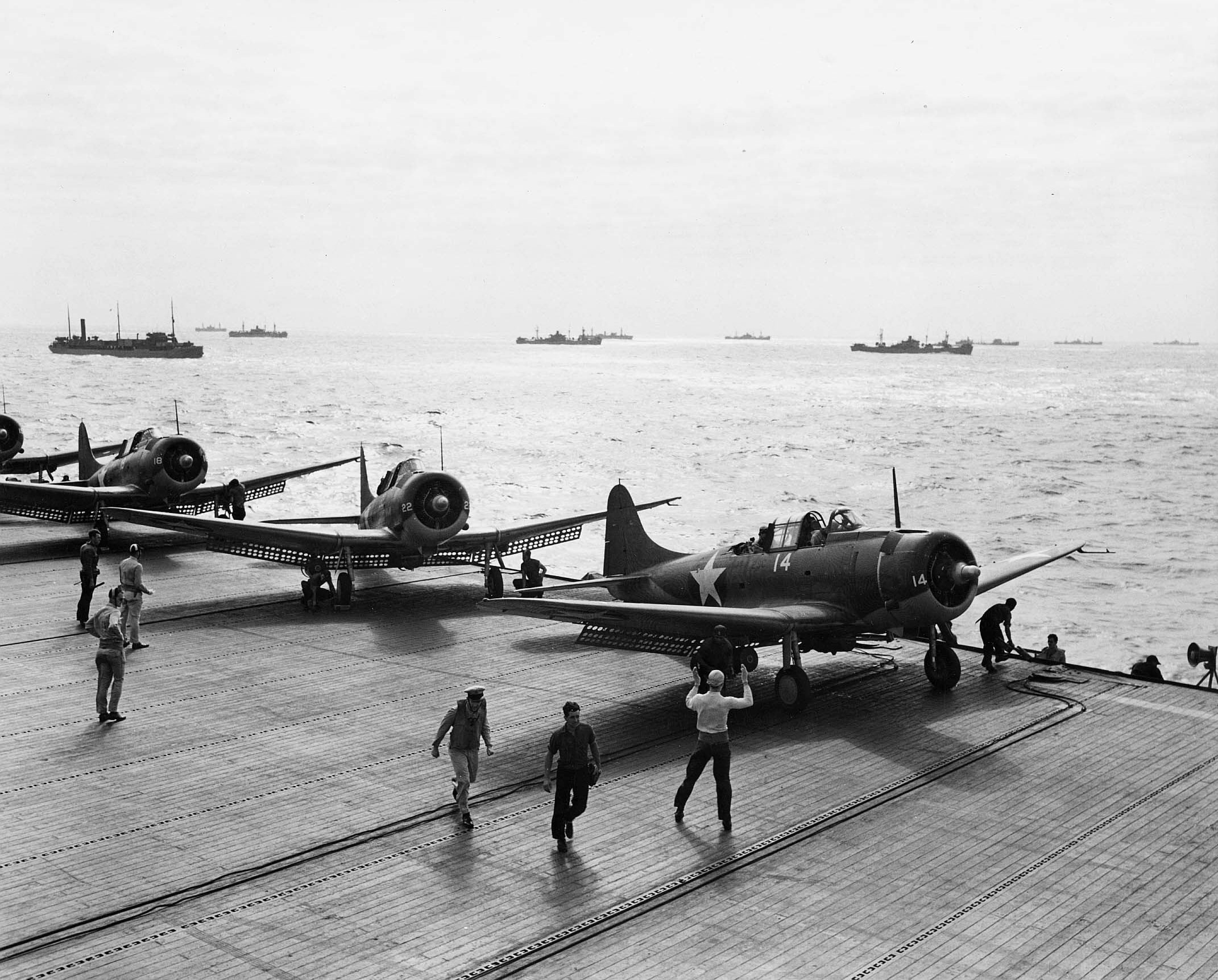
«Санті» перевозить бомбардувальники SBD, Атлантика, 1943 рік

Після переобладнання авіаносець відправили в Атлантичний океан, де в листопаді 1942 року брав участь в операції «Смолоскип», забезпечуючи висадку десанту поблизу Сафі.
З грудня 1942 року по грудень 1943 року здійснював пошук німецьких підводних човнів в Південній Атлантиці. Літаки авіаносця потопили 3 німецькі підводні човни — U-160 (14.07.1943 р.), U-509 (15.07.1943 р.) та U-43 (30.07.1943 р.).
Після ремонту, який тривав з грудня 1943 року по березень 1944 року, авіаносець був переведений на Тихий океан, де брав участь в десантних операціях в районі Холландія (о. Нова Гвінея, квітень 1944 року), Маріанські острови (червень-липень 1944 року), о. Моротай (вересень 1944 року) та Лейте (19-25 жовтня 1944 року).
Під час битви в затоці Лейте 25 жовтня 1944 року «Санті» був пошкоджений камікадзе. Літак вибухнув на політній палубі в районі носового ліфта та викликав пожежу. Втрати екіпажу становили 16 осіб. Через 16 хвилин авіаносець був торпедований японським підводним човном I-56. Внаслідок вибуху торпеди в середній частині правого борту затопило ряд приміщень, крен становив 6°. Корабель відправили на ремонт у США.
Після ремонту авіаносець забезпечував висадку десанту на Окінаву (27 березня — 19 червня 1945 року), завдавав ударів по аеродромах камікадзе на островах Сакісіма.
В липні 1945 року «Санті» прикривав дії тральщиків у Східнокитайському морі.
Після закінчення бойових дій корабель перевозив американських солдатів та моряків на батьківщину (операція «Чарівний килим»). 21 жовтня 1946 року авіаносець «Санті» був виведений в резерв.
12 червня 1955 року «Санті» перекласифікували в ескортний вертольотоносець CVHE-29. 1 березня 1959 року корабель виключили зі списків флоту й 1960 року продали на злам.